# Seznam katastrálních území v okrese Opava
V této tabulce je uveden kompletní výčet katastrálních území Okresu Opava, včetně rozlohy a sídel, které na nich leží.
| Název KÚ                             | Sídla                                    | Obec                   | km2   |
| ------------------------------------ | ---------------------------------------- | ---------------------- | ----- |
| A                                    | A                                        | A                      |       |
| Bělá ve Slezsku                      | Bělá                                     | Bělá                   | 2,86  |
| Benkovice                            | Benkovice                                | Hradec nad Moravicí    | 4,34  |
| Bobrovníky                           | Bobrovníky                               | Hlučín                 | 2,49  |
| Bohdanovice                          | Bohdanovice                              | Jakartovice            | 9,46  |
| Bohučovice                           | Bohučovice                               | Hradec nad Moravicí    | 3,21  |
| Bohuslavice u Hlučína                | Bohuslavice                              | Bohuslavice            | 15,36 |
| Bolatice                             | Bolatice, Borová                         | Bolatice               | 13,2  |
| Branka u Opavy                       | Branka u Opavy                           | Branka u Opavy         | 6,92  |
| Bratříkovice                         | Bratříkovice                             | Bratříkovice           | 3,74  |
| Brumovice u Opavy                    | Brumovice, Pustý Mlýn, Úblo              | Brumovice              | 17,22 |
| Březová u Vítkova                    | Březová                                  | Březová                | 4,9   |
| Budišov nad Budišovkou               | Budišov nad Budišovkou                   | Budišov nad Budišovkou | 24,73 |
| Budišovice                           | Budišovice                               | Budišovice             | 7,02  |
| Čermná ve Slezsku                    | Čermná ve Slezsku                        | Čermná ve Slezsku      | 12,33 |
| Darkovice                            | Darkovice                                | Darkovice              | 5,14  |
| Darkovičky                           | Darkovičky                               | Hlučín                 | 4,43  |
| Děhylov                              | Děhylov                                  | Děhylov                | 5,08  |
| Deštné                               | Deštné                                   | Jakartovice            | 10,83 |
| Dobroslavice                         | Dobroslavice                             | Dobroslavice           | 7,23  |
| Dolní Benešov                        | Dolní Benešov                            | Dolní Benešov          | 10,74 |
| Dolní Životice                       | Dolní Životice, Hertice                  | Dolní Životice         | 11,27 |
| Domoradovice                         | Domoradovice                             | Hradec nad Moravicí    | 7,94  |
| Držkovice                            | Vávrovice                                | Opava                  | 1,59  |
| Filipovice                           | Filipovice                               | Hradec nad Moravicí    | 2,21  |
| Gručovice                            | Gručovice                                | Březová                | 4,07  |
| Guntramovice                         | Guntramovice                             | Budišov nad Budišovkou | 16,28 |
| Hať                                  | Hať                                      | Hať                    | 15,73 |
| Hlavnice                             | Hlavnice                                 | Hlavnice               | 11,09 |
| Hlubočec                             | Hlubočec                                 | Hlubočec               | 9,36  |
| Hlučín                               | Hlučín                                   | Hlučín                 | 14,22 |
| Hněvošice                            | Hněvošice                                | Hněvošice              | 6,16  |
| Holasovice                           | Holasovice                               | Holasovice             | 6,23  |
| Hořejší Kunčice                      | Hořejší Kunčice                          | Jakartovice            | 8,49  |
| Hrabství                             | Hrabství                                 | Skřipov                | 2,89  |
| Hrabyně                              | Hrabyně, Josefovice                      | Hrabyně                | 10,01 |
| Hradec nad Moravicí                  | Hradec nad Moravicí                      | Hradec nad Moravicí    | 13,85 |
| Chabičov ve Slezsku                  | Háj ve Slezsku, Chabičov                 | Háj ve Slezsku         | 5,5   |
| Chlebičov                            | Chlebičov                                | Chlebičov              | 3,62  |
| Chuchelná                            | Chuchelná                                | Chuchelná              | 7,67  |
| Chvalíkovice                         | Chvalíkovice                             | Chvalíkovice           | 4,47  |
| Jakartovice                          | Jakartovice                              | Jakartovice            | 10,58 |
| Jaktař                               | Jaktař                                   | Opava                  | 5,82  |
| Jakubčovice                          | Jakubčovice                              | Hradec nad Moravicí    | 6,78  |
| Jamnice                              | Jamnice                                  | Stěbořice              | 4,74  |
| Jančí                                | Jančí                                    | Březová                | 5,44  |
| Jarkovice                            | Vlaštovičky                              | Opava                  | 3,54  |
| Jelenice                             | Jelenice                                 | Vítkov                 | 2,47  |
| Jezdkovice                           | Jezdkovice                               | Jezdkovice             | 3,6   |
| Jilešovice                           | Jilešovice                               | Háj ve Slezsku         | 2,27  |
| Kajlovec                             | Kajlovec                                 | Hradec nad Moravicí    | 0,23  |
| Kamenec                              | Kamenec                                  | Holasovice             | 3,28  |
| Kateřinky u Opavy                    | Kateřinky                                | Opava                  | 14,49 |
| Kerhartice u Budišova nad Budišovkou | Hořejší Kunčice                          | Jakartovice            | 4,93  |
| Klokočov u Vítkova                   | Klokočov                                 | Vítkov                 | 15,79 |
| Kobeřice ve Slezsku                  | Kobeřice                                 | Kobeřice               | 17,15 |
| Komárov u Opavy                      | Komárov, Komárovské Chaloupky            | Opava                  | 7,69  |
| Košetice ve Slezsku                  | Košetice                                 | Velké Heraltice        | 3,85  |
| Kozmice                              | Kozmice                                  | Kozmice                | 10,87 |
| Kravaře ve Slezsku                   | Dvořisko, Kouty, Kravaře                 | Kravaře                | 19,37 |
| Kružberk                             | Kružberk                                 | Kružberk               | 2,64  |
| Kyjovice ve Slezsku                  | Kyjovice                                 | Kyjovice               | 6,93  |
| Kylešovice                           | Kylešovice                               | Opava                  | 10,98 |
| Leskovec u Vítkova                   | Leskovec                                 | Březová                | 4,71  |
| Lesní Albrechtice                    | Lesní Albrechtice                        | Březová                | 19,75 |
| Lesy                                 | Budišov nad Budišovkou                   | Budišov nad Budišovkou | 14,15 |
| Lhota u Opavy                        | Lhota                                    | Háj ve Slezsku         | 2,44  |
| Lhotka u Litultovic                  | Lhotka u Litultovic                      | Lhotka u Litultovic    | 5,07  |
| Lhotka u Vítkova                     | Lhotka                                   | Vítkov                 | 3,52  |
| Lipina u Opavy                       | Lipina                                   | Štáblovice             | 3,4   |
| Litultovice                          | Litultovice                              | Litultovice            | 10,35 |
| Loděnice                             | Loděnice                                 | Holasovice             | 4,77  |
| Ludgeřovice                          | Ludgeřovice                              | Ludgeřovice            | 10,82 |
| Malé Heraltice                       | Malé Heraltice                           | Velké Heraltice        | 4,89  |
| Malé Hoštice                         | Malé Hoštice, Pusté Jakartice            | Opava                  | 5,55  |
| Markvartovice                        | Markvartovice                            | Markvartovice          | 6,79  |
| Medlice u Budišova nad Budišovkou    | Hořejší Kunčice                          | Jakartovice            | 5,7   |
| Melč                                 | Melč                                     | Melč                   | 14,03 |
| Mikolajice                           | Mikolajice                               | Mikolajice             | 7,4   |
| Milostovice                          | Milostovice                              | Opava                  | 5,15  |
| Mladecko                             | Mladecko                                 | Mladecko               | 2,66  |
| Mokré Lazce                          | Mokré Lazce                              | Mokré Lazce            | 10,57 |
| Moravice                             | Moravice                                 | Moravice               | 11,1  |
| Neplachovice                         | Neplachovice, Zadky                      | Neplachovice           | 5,73  |
| Nové Lublice                         | Nové Lublice                             | Nové Lublice           | 6,85  |
| Nové Oldřůvky                        | Staré Oldřůvky                           | Budišov nad Budišovkou | 0,1   |
| Nové Sedlice                         | Nové Sedlice                             | Nové Sedlice           | 1,58  |
| Nové Těchanovice                     | Nové Těchanovice, Zálužné                | Vítkov                 | 6,56  |
| Nové Vrbno                           | Nové Vrbno                               | Větřkovice             | 2,97  |
| Nový Dvůr u Opavy                    | Nový Dvůr                                | Stěbořice              | 2,6   |
| Oldřišov                             | Oldřišov                                 | Oldřišov               | 15,78 |
| Opava-Město                          | Město                                    | Opava                  | 0,45  |
| Opava-Předměstí                      | Předměstí (Opava), Předměstí (Vávrovice) | Opava                  | 10,17 |
| Otice                                | Otice                                    | Otice                  | 7,2   |
| Palhanec                             | Vávrovice                                | Opava                  | 1,69  |
| Píšť                                 | Píšť                                     | Píšť                   | 15,68 |
| Podlesí nad Odrou                    | Podlesí                                  | Budišov nad Budišovkou | 11,81 |
| Podvihov                             | Podvihov                                 | Opava                  | 6,89  |
| Pustá Polom                          | Pustá Polom                              | Pustá Polom            | 16,58 |
| Radkov u Vítkova                     | Radkov                                   | Radkov                 | 15,37 |
| Raduň                                | Raduň                                    | Raduň                  | 8,02  |
| Rohov                                | Rohov                                    | Rohov                  | 6,64  |
| Sádek u Opavy                        | Sádek                                    | Velké Heraltice        | 11,17 |
| Skrochovice                          | Skrochovice                              | Brumovice              | 2,76  |
| Skřipov                              | Skřipov                                  | Skřipov                | 17,34 |
| Slavkov u Opavy                      | Slavkov                                  | Slavkov                | 11,04 |
| Služovice                            | Služovice                                | Služovice              | 3,49  |
| Smolkov                              | Smolkov                                  | Háj ve Slezsku         | 3,59  |
| Sosnová                              | Sosnová                                  | Sosnová                | 13,02 |
| Staré Lublice                        | Kružberk                                 | Kružberk               | 5,66  |
| Staré Oldřůvky                       | Staré Oldřůvky                           | Budišov nad Budišovkou | 9,44  |
| Staré Těchanovice                    | Jánské Koupele, Staré Těchanovice        | Staré Těchanovice      | 7,49  |
| Stěbořice                            | Stěbořice                                | Stěbořice              | 10,42 |
| Strahovice                           | Strahovice                               | Strahovice             | 5,07  |
| Sudice                               | Sudice                                   | Sudice                 | 9,43  |
| Suché Lazce                          | Suché Lazce                              | Opava                  | 4,48  |
| Svatoňovice                          | Svatoňovice                              | Svatoňovice            | 16,45 |
| Šilheřovice                          | Šilheřovice                              | Šilheřovice            | 21,66 |
| Štáblovice                           | Štáblovice                               | Štáblovice             | 6,97  |
| Štemplovec                           | Štemplovec                               | Holasovice             | 1,96  |
| Štěpánkovice                         | Bílá Bříza, Svoboda, Štěpánkovice        | Štěpánkovice           | 12,53 |
| Štítina                              | Štítina                                  | Štítina                | 3,02  |
| Tábor ve Slezsku                     | Tábor                                    | Velké Heraltice        | 2,53  |
| Těškovice                            | Těškovice                                | Těškovice              | 9,17  |
| Třebom                               | Třebom                                   | Třebom                 | 9,51  |
| Úblo                                 | Kolná, Pocheň, Úblo                      | Brumovice              | 5,56  |
| Uhlířov                              | Uhlířov                                  | Uhlířov                | 3,87  |
| Vávrovice                            | Vávrovice                                | Opava                  | 5,07  |
| Velké Heraltice                      | Velké Heraltice                          | Velké Heraltice        | 16,86 |
| Velké Hoštice                        | Velké Hoštice                            | Velké Hoštice          | 10,05 |
| Větřkovice u Vítkova                 | Větřkovice                               | Větřkovice             | 14,86 |
| Vítkov                               | Podhradí, Prostřední Dvůr, Vítkov        | Vítkov                 | 26,68 |
| Vlaštovičky                          | Vlaštovičky                              | Opava                  | 2,56  |
| Vrbka u Opavy                        | Vrbka                                    | Služovice              | 2,5   |
| Vršovice u Opavy                     | Vršovice                                 | Vršovice               | 7,95  |
| Vřesina u Opavy                      | Vřesina                                  | Vřesina                | 6,89  |
| Zábřeh u Hlučína                     | Zábřeh                                   | Dolní Benešov          | 4,06  |
| Závada u Hlučína                     | Závada                                   | Závada                 | 5,27  |
| Zlatníky u Opavy                     | Zlatníky                                 | Opava                  | 4,5   |
| Žimrovice                            | Žimrovice                                | Hradec nad Moravicí    | 5,45  |

Celková výměra 1113,14 km2